# 下里奧 (巴拿馬區)
下里奧（西班牙語：Río Abajo），是巴拿馬的城鎮，位於該國中東部，由巴拿馬省的巴拿馬區負責管轄，面積6.3平方公里，2010年人口26,607，人口密度每平方公里4,223.3人。